# Ghiacciaio Wessbecher
Il ghiacciaio Wessbecher (in inglese: Wessbecher Glacier) è un ghiacciaio lungo circa 13 km situato sulla costa di Zumberge, nella parte occidentale della Terra di Ellsworth, in Antartide. In particolare, il ghiacciaio, il cui punto più alto si trova a circa 1650 m s.l.m., si trova sul versante meridionale della dorsale Sentinella, nei monti Ellsworth. Da qui, esso fluisce in direzione sud-sud-est a partire dal fianco meridionale del monte Mullen, scorrendo lungo il versante occidentale del picco Marze e quello orientale dei picchi Peristera, Lishness e Stikal, fino a uscire della dorsale e unire il proprio il flusso a quello del ghiacciaio Minnesota, a ovest del flusso del ghiacciaio Hudman.

## Storia
Il ghiacciaio Wessbecher è stato mappato dallo United States Geological Survey grazie a ricognizioni terrestri dello stesso USGS e a fotografie aeree scattate dalla marina militare statunitense (USN) nel periodo 1957-59 ed è stato poi così battezzato dal Comitato consultivo dei nomi antartici in onore di Howard O. Wessbecher, di stanza presso lo stretto di McMurdo nell'inverno del 1956, che fu assistente alla logistica nella costruzione della Base Amundsen-Scott.